# Kromatografi
Kromatografi (ordagrant färgskrift från grekiska ”chroma” = färg, ”graphein” = att skriva) är en separationsmetod som används inom kemin – speciellt inom analytisk kemi – för att skilja olika molekyler i en blandning från varandra. Kromatografiska metoder baserar sig på ämnens löslighet i olika faser, eftersom alla ämnen involverar en rörlig fas (mobilfas) och en stationär fas som inte löser sig i varandra. En blandning löses i den rörliga fasen, transporteras genom den stationära fasen och genom interaktioner med denna kommer olika komponenter i blandningen att separeras från varandra. Olika typer av kromatografi utnyttjar skillnader i molekylstorlek, laddning etc. Separationen är baserad på den differentiella uppdelningen mellan den mobila och den stationära fasen. Subtila skillnader i en förenings fördelningskoefficient resulterar i differentiell retention på den stationära fasen och påverkar således separationen.

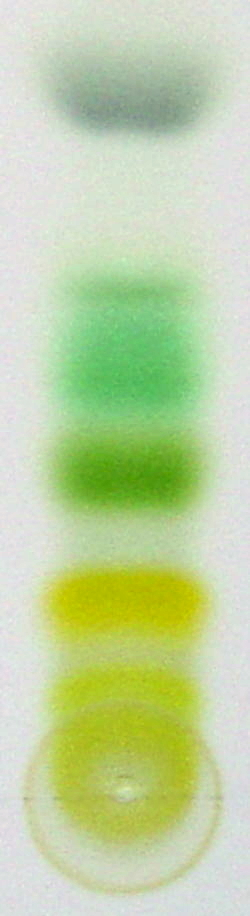
Tunnskiktskromatografi används för att separera komponenter i ett växtextrakt, vilket illustrerar experimentet med växtpigment som gav kromatografi dess namn

Kromatografi kan vara preparativ eller analytisk. Syftet med preparativ kromatografi är att separera komponenterna i en blandning för senare användning, och är således en form av rening. Denna process är förenad med högre kostnader på grund av dess produktionssätt.
Analytisk kromatografi görs normalt med mindre mängder material och är till för att fastställa närvaron eller mäta de relativa proportionerna av analyter i en blandning. De två typerna utesluter inte varandra.

## Historik
Kromatografi utarbetades först vid Kazanuniversitetet av den italienskfödde ryske forskaren Michail Tsvet 1900. Han utvecklade tekniken och myntade termen kromatografi under 1900-talets första decennium, främst för separationen av växtpigment som klorofyll, karotener och xantofyller. Eftersom dessa komponenter separeras i band av olika färger (grön, orange respektive gul) inspirerade de direkt till namnet på tekniken. Nya typer av kromatografi som utvecklades under 1930- och 1940-talen gjorde tekniken användbar för många separationsprocesser.
Kromatografitekniken utvecklades väsentligt som ett resultat av Archer John Porter Martins och Richard Laurence Millington Synges arbete under 1940- och 1950-talen, för vilket de vann 1952 års Nobelpris i kemi. De etablerade principerna och de grundläggande teknikerna för partitionskromatografi, och deras arbete uppmuntrade den snabba utvecklingen av flera kromatografiska metoder: papperskromatografi, gaskromatografi och vad som skulle bli känt som högpresterande vätskekromatografi. Sedan dess har tekniken utvecklats snabbt. Forskare fann att huvudprinciperna för Tsvets kromatografi kunde tillämpas på många olika sätt, vilket resulterade i de olika varianterna av kromatografi som beskrivs nedan. Framsteg förbättrar ständigt den tekniska prestandan för kromatografi, vilket möjliggör separation av allt mer lika molekyler.

## Termer
- Analyt – ämnet som ska separeras under kromatografi. Det är också normalt det som eftersträvas av blandningen.
- Analytisk kromatografi – användning av kromatografi för att bestämma förekomsten och eventuellt även koncentrationen av analyt(er) i ett prov.
- Bonded phase – en stationär fas som är kovalent bunden till stödpartiklarna eller till insidan av kolonnslangen.
- Kromatogram – kromatografens visuella resultat. I fallet med en optimal separation motsvarar olika toppar eller mönster på kromatogrammet olika komponenter i den separerade blandningen.

Plottad på x-axeln är retentionstiden och plottad på y-axeln en signal (till exempel erhållen av en spektrofotometer, masspektrometer eller en annan typ av detektor) som motsvarar det svar som skapas av analyterna som lämnar systemet. I fallet med ett optimalt system är signalen proportionell mot koncentrationen av den specifika analyt som separeras.
- Kromatograf – ett instrument som möjliggör en sofistikerad separation, till exempel gaskromatografisk eller vätskekromatografisk separation.
- Kromatografi – en fysisk separationsmetod som fördelar komponenter för att separera mellan två faser, en stationär (stationär fas), den andra (den mobila fasen) rör sig i en bestämd riktning.
- Eluent (ibland stavat elueringsmedel) – lösningsmedlet eller lösningsmedelsfixuren som används vid elueringskromatografi och är synonymt med mobil fas.[10]
- Eluat – blandningen av löst ämne (se Eluit) och lösningsmedel (se Eluent) som lämnar kolonnen.[10]
- Effluent – strömmen som rinner ut ur en kromatografikolonn. I praktiken används det synonymt med eluat, men termen syftar mer exakt på strömmen oberoende av att separation äger rum.[10]
- Eluit – en mer exakt term för löst ämne eller analyt. Det är en provkomponent som lämnar den kromatografiska kolonnen.[10]
- Eluotropisk serie – en lista över lösningsmedel rangordnade efter deras elueringsförmåga.
- Immobiliserad fas – en stationär fas som är immobiliserad på stödpartiklarna eller på den inre väggen av kolonnslangen.
- Mobil fas – fasen som rör sig i en bestämd riktning. Det kan vara en vätska (LC och kapillär elektrokromatografi, CEC), en gas (GC) eller en superkritisk vätska (superkritisk-vätskekromatografi, SFC). Den mobila fasen består av att provet separeras/analyseras och lösningsmedlet som för provet genom kolonnen. I fallet med HPLC består den mobila fasen av ett eller flera opolära lösningsmedel såsom hexan i normal fas eller ett polärt lösningsmedel såsom metanol i omvänd faskromatografi och provet separeras. Den mobila fasen rör sig genom kromatografikolonnen (den stationära fasen) där provet interagerar med den stationära fasen och separeras.
- Preparativ kromatografi – användningen av kromatografi för att rena tillräckliga mängder av ett ämne för vidare användning, snarare än analys.
- Retentionstid – den karakteristiska tid det tar för en viss analyt att passera genom systemet (från kolonninloppet till detektorn) under bestämda förhållanden.
- Prov – ämnet analyserat i kromatografi. Det kan bestå av en enda komponent eller det kan vara en blandning av komponenter. När provet behandlas under en analys, hänvisas till fasen eller faserna som innehåller analyterna av intresse som provet, medan allt av intresse som separerats från provet före eller under analysen hänvisas till som avfall.
- Löst ämne – provkomponenterna i partitionskromatografi.
- Lösningsmedel – vilket ämne som helst som kan lösa ett annat ämne och särskilt den flytande mobila fasen i vätskekromatografi.
- Stationär fas – ämnet fixerat på plats för kromatografiproceduren. Exempel är kiseldioxidskiktet vid tunnskiktskromatografi
- Detektor – instrumentet som används för kvalitativ och kvantitativ detektering av analyter efter separation.

Kromatografi är baserad på konceptet fördelningskoefficient. Eventuellt löst ämne fördelar sig mellan två oblandbara lösningsmedel. När man gör ett lösningsmedel orörligt (genom adsorption på en fast bärarmatris) och ett annat rörligt resulterar det i de vanligaste tillämpningarna av kromatografi. Om matrisbäraren, eller den stationära fasen, är polär (till exempel cellulosa, kiseldioxid etc.) är det framåtfaskromatografi. Annars är denna teknik känd som omvänd fas, där en icke-polär stationär fas (till exempel icke-polär derivata av oktadekan) används.

## Tillämpning
Idag används kromatografi i många olika delar av kemin, både för att undersöka vilka ämnen som finns i en blandning (analytisk kromatografi) och för att isolera fram större mängder av ett eller flera ämnen som ett led i en organisk syntes eller en biokemisk separationsprocess (preparativ kromatografi). Flera kromatografiska metoder kan, med vissa anpassningar, användas i båda syftena. Preparativ kromatografi har blivit allt viktigare för läkemedelstillverkning, till exempel för att separera proteiner som insulin delas in i “skiktmetoder”, främst papperskromatografi och tunnskiktskromatografi, och “kolonnmetoder”.